# ماثيو بويد
ماثيو بويد (بالإنجليزية: Matt Boyd)‏ هو لاعب كرة قاعدة أمريكي، ولد في 2 فبراير 1991 في بالفيو في الولايات المتحدة.

## وصلات خارجية
- ماثيو بويد على موقع دوري كرة القاعدة الرئيسي (الإنجليزية)
- ماثيو بويد على موقعبيزبول رفرنس.كوم (الدوري الرئيسي) (الإنجليزية)
- ماثيو بويد على موقعبيزبول رفرنس.كوم (الدوري الثانوي) (الإنجليزية)
- ماثيو بويد على موقع إي إس بي إن.كوم (أم.أل.بي) (الإنجليزية)
- ماثيو بويد على موقع مشجعي الرسوم البيانية (الإنجليزية)